# Tanzania National Archives

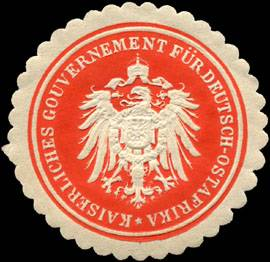
Siegelmarke des Kaiserlichen Gouvernements für Deutsch-Ostafrika

Die Tanzania National Archives sind das Nationalarchiv von Tansania.

## Geschichte
Die ältesten Bestände des Archivs stammen aus der Zeit der deutschen Kolonialherrschaft. 
Nachdem Deutsch-Ostafrika im Zuge des Ersten Weltkriegs von britischen Truppen besetzt worden war, entdeckte 1920 ein britischer Offizier inmitten einer Masse deutschsprachiger Dokumente Anweisungen des letzten deutschen Gouverneurs aus dem Jahr 1916, wonach die wichtigsten Akten der deutschen Kolonialregierung in Tabora und an weiteren Orten vergraben werden sollten, um zu verhindern, dass sie in die Hände der vorrückenden Briten fielen. Die Entdeckung führte zu Verhandlungen zwischen der britischen Verwaltung in Tanganjika und der deutschen Regierung. Diese erklärte sich 1921 bereit, zwei Vertreter zu entsenden, um die britische Regierung bei der Ausgrabung der Aufzeichnungen zu unterstützen. Die geborgenen Unterlagen bilden heute den Kern der deutschsprachigen Bestände der Tanzania National Archives.
Ab 1950 ließ die britische Regierung untersuchen, ob ein gemeinsamer Archivdienst der damaligen Kolonien und Protektorate Kenia, Uganda, Tanganjika und Sansibar eingerichtet werden könne. Es wurden aber keine weiteren Schritte eingeleitet. Erst im Juni 1963 beauftragte die neue Regierung nach der Unabhängigkeit mit Unterstützung der UNESCO einen professionellen Archivar damit, sich um archivwürdige Unterlagen zu kümmern. Dieser erste Direktor war der Brite Michael Cook. Er leitete Schritte ein, um das Nationalarchiv als Regierungsbehörde einzurichten. Neben ihrem historischen Interesse waren die Unterlagen auch wertvolle Quellen, um Eigentumsrechte zu ermitteln oder die Planung von Bauvorhaben zu erleichtern.
Durch den Erlass Nr. 7 des Präsidenten vom Dezember 1962 wurde das Nationalarchiv eine Abteilung des Ministeriums für nationale Kultur und Jugend. Das Archiv war zunächst im Keller eines Regierungsgebäudes am Hafen von Dar es Salaam untergebracht. Michael Cook war zunächst bemüht, Akten, die auf den Dachböden von Provinzial- und Distriktverwaltungen im ganzen Land lagerten unter zum Teil abenteuerlichen Umständen zu bergen und zu sichern. Auch erarbeitete er ein erstes Archivgesetz für Tansania.
Im Oktober 1964 zog das Archiv in ein ehemaliges Geschäftshaus im Stadtzentrum um, das zwar nach allen Seiten offen und ohne Klimaanlage war, aber zumindest Schatten spendende Balkone hatte. Erst 1984 erhielt das Archiv eigens für seine Nutzung gebaute Räumlichkeiten.

## Das Archiv
Das Archiv beinhaltet:

### Die deutschsprachigen Bestände

Die deutschsprachigen Bestände in den Tanzania National Archives gehören zum Weltdokumentenerbe

Die deutschsprachigen Bestände bestehen aus einer Sammlung von mehr als 8.000 Akten der Verwaltung von Deutsch-Ostafrika für den Zeitraum 1890–1918. Findbücher dazu sind vorhanden. Sie sind seit 1997 als Weltdokumentenerbe durch die UNESCO anerkannt.
Die deutschsprachigen Bestände stellten für das Archiv anfangs ein Problem dar, da es in der Archivverwaltung zunächst niemanden gab, der Deutsch sprach. Michael Cook bat deshalb um Hilfe aus Deutschland. Hieran bestand – nach anfänglichen Schwierigkeiten – auch von deutscher Seite Interesse, so zuerst durch den Historiker Egmont Zechlin, dann durch die Archivschule Marburg. Diese Hilfe beim Sortieren und Verzeichnen der Dokumente diente auch dazu, die Beziehungen zwischen der Bundesrepublik Deutschland und Tansania wenigstens auf kulturellem Gebiet aufrechtzuerhalten, da Tansania die DDR anerkannt hatte und die Bundesrepublik gemäß der Hallstein-Doktrin diplomatische Beziehungen und Entwicklungshilfe eingefroren hatte. Weiter war ein Teil der Gegenüberlieferung der Kolonialakten in Deutschland im Zweiten Weltkrieg untergegangen und das, was erhalten war, befand sich überwiegend im Besitz der Staatlichen Archivverwaltung der DDR und war so für Wissenschaftler aus dem Westen nur sehr schwer zugänglich. Das Bundesarchiv hatte deswegen ein erhebliches Interesse an der Verfilmung der in den Tanzania National Archives lagernden deutschsprachigen Beständen.
In diesem Rahmen war dann auch der Archivar und Historiker Eckhard Franz zwei Mal über einen längeren Zeitraum 1967 und 1969 an den Tanzania National Archives tätig, ebenso wie ein weiterer Mitarbeiter aus dem Staatsarchiv Marburg. Sie ordneten die Bestände und verfilmten sie. Weitere deutsche Historiker nutzten die Bestände und werteten Unterlagen aus. Das Projekt wurde ab 1976 vom Bundesarchiv übernommen.

### Die weiteren Bestände
Weiter befinden sich in den Tanzania National Archives
- über 30.000 Akten der britischen Verwaltung (Chief Secretary’s Office) aus der Zeit von 1919 bis 1960,
- Archive der ehemaligen Provinz-, Regional- und Bezirksverwaltungen. Alle diese Unterlagen sind nach Provenienz und Originalreihenfolge im Nationalarchiv geordnet. Zu den Akten der Provinzverwaltungen gibt es 12 Findbücher und 114 für die Unterlagen der Distrikte.
- Unterlagen aus tansanischen Ministerien, Behörden, Regionen, Bezirken und halbstaatlichen Organisationen.
- kirchliche Archive und private Unterlagen aus den Jahren 1885–1980.
- eine kleine Sammlung privater Papiere, z. B. von den Universities Mission to Central Africa (UMCA) und von Einzelpersonen wie Shaaban Robert, Saadan Kandoro oder Kanyama Chiume.
- Zeitungen.
- Amtsblätter von 1919 bis heute.
- eine Sammlung von Karten und Plänen aus der deutschen und britischen Kolonialzeit bis in die Zeit seit der Unabhängigkeit.
- Fotografien aus deutscher und britischer Zeit und der Zeit seit der Unabhängigkeit.
- Briefmarken 1963–2000.
- eine auf die Geschichte Tansanias bezogene Bibliothek.